# Boodamballi, Chamarajanagar
Boodamballi là một làng thuộc tehsil Chamarajanagar, huyện Chamarajanagar, bang Karnataka, Ấn Độ.